# Caridina nilotica
Caridina nilotica е вид пресноводна скарида от семейство Атииди (Atyidae).

## Разпространение
Тя е естествен обитател на Африканските водоеми като местообитанията и се простират от река Нил в Египет до езерото Сибая в ЮАР. Caridina nilotica е единствения вид скарида обитаваща езерото Виктория.